# Colorful (ポケットビスケッツのアルバム)
『Colorful』（カラフル）は、1997年7月16日にリリースされたポケットビスケッツの1枚目のアルバム。

## 解説
- このアルバムで新録された「Pink Princess」と「White Summer Heaven」は、廉価版ベストアルバム『スーパー・ベスト』にも収録された。
- 千秋が自身のYouTubeチャンネルにて、チャンネル登録者5万人達成を記念して「White Summer Heaven」を[1]、10万人達成を記念して「Rapturous Blue」を[2]、15万人達成を記念して「Violet Moon」を[3]、セルフカバーした動画を公開している。
- 出荷枚数は93万枚、推定売上枚数は63万7560枚（オリコン調べ）。

## 音楽性
- アルバムの企画がなかった1997年の正月頃に、パッパラー河合が勝手にポケットビスケッツに向けた楽曲を作っていた。その時について河合は「CHIAKIちゃんの歌の良さを僕なりに理解できた。簡単に2つに分けると、可愛い声・張った声の良さ。張った時にちょっとだけこぶしが回る。本作ではその2つを活かせる様な曲を考えました。だから、本作では彼女の歌がなくては成立しなくなった」と話している[4]。
- TERUはバラード・CHIAKIはパンク・ロック・UDOは絶叫型ロックを志向していたため、TERUは総合プロデューサーとして、バラバラな音楽的志向をポケットビスケッツ3人の意向としてまとめる作業に苦労した[4]。
- TERUが初めて作曲に挑戦している。

## 録音
- CHIAKIがアルバムが出ることを知ったのは1997年5月にTERUから聞かされたことが切っ掛けだった。そこから2週間の間にCHIAKIが前半の1週間でアルバムに向けた歌詞を書き、後半の1週間でテレビの仕事が終わった後にレコーディング作業を行うという強行スケジュールで行われた[5]。
- ギターのみ河合が担当し、他のパートはメンバー3人が担当した[4]。
- 「Orange」では高嶋ちさ子がヴァイオリンを演奏している。

## アートワーク
- 収録曲全てにCHIAKIによるビジュアルイメージがある。先行シングルも色をモチーフにしていて、本来「Red Angel」で終わらせる予定だったが、いざ考えるとすんなり決まった[4]。
- アルバムジャケットのファッションは、白地のワンピースやスーツにペインティングしてもらった。胸のハートはCHIAKIのリクエスト[4]。

## 収録曲
全編曲：パッパラー河合
1. Pink Princess
作詞：CHIAKI & ポケットビスケッツ、作曲：パッパラー河合
  - ビジュアルイメージは「『お姫様になりたい』と思ったわがままな女の子」「短いドレスと白いブーツと網タイツと王冠」「ピンクの車に乗ったUDO」[4]。
  - 河合はCHIAKIの歌い方の張った部分を強調する様にした[4]。
  - 河合は4枚目のシングルとして考えていた。
2. YELLOW YELLOW HAPPY （Album Version）
作詞：CHIAKI & ポケットビスケッツ、作曲：パッパラー河合
2ndシングル
  - ビジュアルイメージは「戦争反対の曲だから、戦闘服をカラフルにして、お花を増やして平和のマークにした。『もしもハット』『生まれ変わりブーツ』と呼んでいる」[4]。
3. White Summer Heaven
作詞：CHIAKI & ポケットビスケッツ、作曲：パッパラー河合
  - ビジュアルイメージは「子供の夏休み」「おかっぱで、短いパンツをはいて、麦わら帽子にアサガオをさして、落書帳と絵の具を持って自転車で海に行く感じ」[4]。
  - 河合はCHIAKIの歌い方の可愛い部分を強調する様にした[4]。
4. Violet Moon
作詞：CHIAKI & ポケットビスケッツ、作曲：パッパラー河合
  - ビジュアルイメージは「ボロボロになった女の人」「紫色のワンピースで、レゲエのおじさんみたいなボサッとした髪で裸足」「足には足かせが付いている」[4]。
  - 河合はCHIAKIの歌い方に対して、新しい挑戦として泣きの部分を意図的に出した[4]。
  - CHIAKIは「曲からして悲しいから、前向きな態度は不自然。どん底までいった方が面白い」という意向から、「私じゃない世界の大人の女性の歌」として歌詞を書いた[4]。
5. Rapturous Blue （1997 Album Version）
作詞：CHIAKI & ポケットビスケッツ、作曲：パッパラー河合
1stシングル
  - ビジュアルイメージは「初期パンク」「タータン・革ジャン・イギリスの女王のTシャツ」[4]。
6. Red Angel
作詞：CHIAKI & ポケットビスケッツ、作曲：パッパラー河合
3rdシングル
  - ビジュアルイメージは「貴婦人パンク」「喪服」「バッキンガム宮殿にリンゴ型爆弾を持っていく時に着る服」「自分も死ぬから喪服」[4]。
7. Orange
作詞・作曲：TERU
  - TERUがボーカルを務める。
  - ビジュアルイメージは「アルバムジャケットの顔」[4]。
  - TERUによる曲が先にできていた。TERUが作ったイントロのメロディを河合に聞かせたら、「これ伴奏じゃん」と言われた[4]。
  - 歌詞は河合から「笑い抜きで書いて」と言われた。TERUは困りながら、人生について書いた[4]。
  - TERUに対して河合は「朴訥な感じで歌ってくれ」と注文した[4]。
  - 河合はTERUの作った原曲をヴァイオリンを全面に押し出した壮大なアレンジにした。その理由について河合は「そこしか道がなかった。その結果、真面目な雰囲気の曲に仕上がった」と話している[4]。
  - ヴァイオリンを高嶋ちさ子が演奏。
8. GREEN MAN
作詞：UDO & ポケットビスケッツ、作曲：TERU & パッパラー河合
4thシングル
  - UDOがボーカルを務め、アルバムから先行発売（シングルカット）された曲である。
  - ビジュアルイメージは「自然が好きな女の子が緑の草原の中にいる感じ」「ミュージカル『アニー』みたいなイメージ」「UDOはエルヴィス・プレスリーみたいな感じ」[4]。
  - 河合は「UDOは普段の声がでかいのに、マイクの前に立つと小さくなる。色々励まして、ようやく叫んだ感じの歌になった。ああするしか道はなかった」と話している[4]。
9. Rapturous Blue （New Sound English Memorial Version）
作詞：CHIAKI & ポケットビスケッツ、英詞翻訳：高尾直樹、作曲：パッパラー河合
  - 1stシングル「Rapturous Blue」の英語詞バージョン。高橋直樹が翻訳したもので、千秋が自ら翻訳してフィリピンで歌唱したものとは異なる。